# Església del convent de la Puríssima (Albaida)
L'església del convent de la Puríssima és un temple catòlic situat a la plaça del Convent, en el municipi d'Albaida. És un Bé de Rellevància Local amb identificador nombre 46.24.006-009.

## Història
El convent de la Puríssima va ser fundat en 1598 sobre part de l'antic hort senyorial del Real. Es va edificar en estil gòtic. La seua església és un temple conventual d'estil rústic franciscà, amb influències dels inicis del barroc. Es va edificar entre 1615 i 1622, si bé se li van realitzar posteriors transformacions, entre les quals destaca l'ampliació i renovació de l'església durant el segle xviii, que li va donar el seu aspecte actual.
Als inicis del segle xxi el temple segueix usant-se per al culte.

## Descripció
Als inicis del segle xxi solament es conserva l'església, la sagristia i la sala capitular. L'església té una nau central i dos laterals amb capelles. La façana blanquejada té tres altures. Adossades al costat dret de l'església es troben diverses estances de diferents altures, amb petites finestres de maó massís i reixes de ferro forjat.
La façana principal s'estructura en tres nivells. En ella s'obre la porta principal d'accés, la qual està adovellada, simulant carreus. A banda i banda de la porta trobem dos òculs que faciliten la il·luminació de l'interior del temple. En el nivell central de la façana es troben tres panells ceràmics devocionals distribuïts simètricament. Un d'ells representa l'escena de la benedicció de Sant Francesc d'Assís. A l'esquerra de la façana, es troba la creu que es treu en processó en Setmana Santa.